# Microscopio de comparación

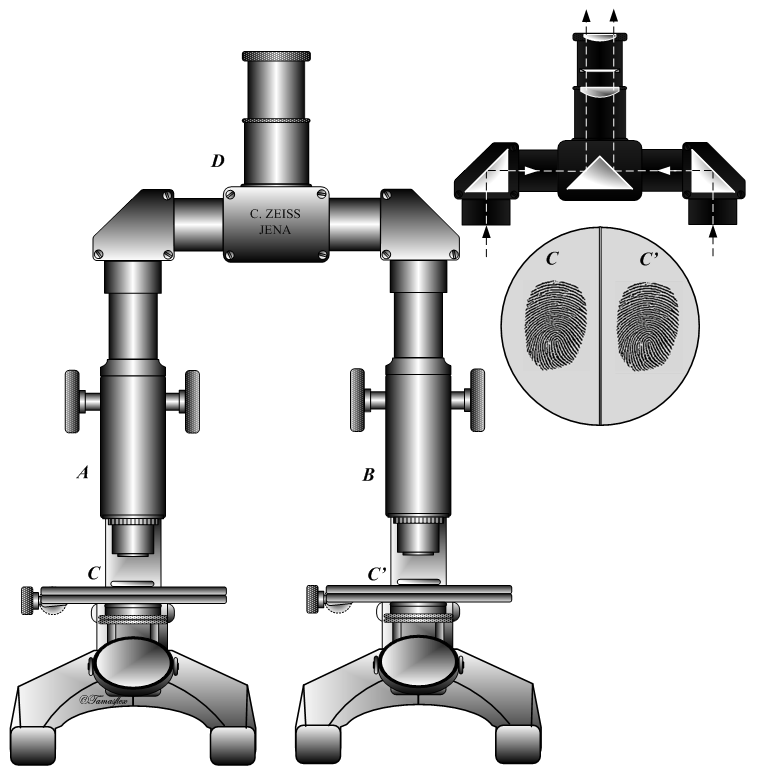
En un microscopio de comparación, dos microscopios idénticos están conectados a un único ocular de comparación. El espectador ve las imágenes de los dos microscopios una junto a la otra, como en la imagen insertada.

Un microscopio de comparación es un dispositivo utilizado para analizar muestras una junto a otra. Consiste en dos microscopios conectados por un puente óptico, lo que resulta en una ventana de vista dividida que permite ver dos objetos separados simultáneamente. Esto evita que el observador tenga que confiar en la memoria al comparar dos objetos bajo un microscopio convencional.

## Historia
Uno de los primeros prototipos de un microscopio de comparación se desarrolló en Alemania en 1913.
En 1929, utilizando un microscopio de comparación adaptado para la balística forense, Calvin Goddard y su socio Phillip Gravelle pudieron descartar al departamento de policía de Chicago de la participación en la masacre del día de San Valentín.

### Calvin H. Goddard
Philip O. Gravelle, químico, desarrolló un microscopio de comparación para utilizarlo en la identificación de balas disparadas y cartuchos con el soporte y la guía del pionero de la balística forense Calvin Goddard. Fue un avance significativo en la ciencia de la identificación de armas de fuego en la ciencia forense . El arma de fuego desde la que se ha disparado una bala o una bolsa de cartucho se identifica mediante la comparación de las estrías únicas que quedan en la bala o la bolsa del cartucho del metal desgastado y mecanizado del cañón, el bloque de brecha, el extractor o el percutor del arma. Fue Gravelle quien desconfiaba de su memoria. "Mientras pudiera inspeccionar sólo una bala a la vez con su microscopio y tuviera que conservar su imagen en la memoria hasta que colocara la bala de comparación bajo el microscopio, no se podría conseguir la precisión científica. Por tanto, desarrolló el microscopio de comparación y Goddard le hizo funcionar". Calvin Goddard perfeccionó el microscopio de comparación y posteriormente popularizó su uso. Sir Sydney Smith también apreció la idea, destacando su importancia en la ciencia forense y la identificación de armas de fuego. Trajo el microscopio de comparación a Escocia y lo presentó a los científicos europeos para la identificación de armas de fuego y otras necesidades de ciencia forense.

## Microscopio de comparación moderno
El instrumento moderno tiene muchos perfeccionamientos ópticos, mecánicos y electrónicos, tales como iluminación de fibra óptica, capacidades de vídeo, imagen digital, exposición automática para fotografía convencional, etc. Sin embargo, a pesar de esta evolución, las herramientas y técnicas básicas se han mantenido sin cambios que son determinar si los componentes de la munición fueron disparados o no con un solo arma de fuego en función de características microscópicas y de clase únicas y reproducibles, o llegar a un resultado "sin conclusión" si es insuficiente. las marcas están presentes.
Dado que la identificación balística se ha beneficiado de una larga serie de avances estructurales, científicos y tecnológicos, las fuerzas del orden han establecido laboratorios forenses y los investigadores han aprendido mucho más sobre cómo combinar balas y estuches de cartuchos con las armas que se utilizan para disparar y microscopios de comparación. se han vuelto más sofisticados. A finales de la década de 1980, la identificación balística era una subespecialidad establecida de la ciencia forense .
También se han desarrollado herramientas de visualización para permitir al examinador de armas de fuego verificar el grado de semejanza entre dos marcas de herramienta en cuestión. Estos están diseñados para simular el funcionamiento del microscopio de comparación, pero son capaces de representar una visión 2D de las superficies 3D de una forma similar a la del microscopio de comparación convencional.

## Balística forense
La prevalencia del crimen relacionado con las armas de mano en Estados Unidos en comparación con la mayoría de otros países desarrollados dio el impulso para el desarrollo del microscopio de comparación. Como con la mayoría de las armas de fuego, los componentes de la munición disparados pueden adquirir suficientes marcas microscópicas únicas y reproducibles para ser identificables como disparados por un solo arma de fuego. Hacer estas comparaciones se conoce correctamente como identificación de armas de fuego, o en ocasiones se llama "balística".
Históricamente, como hoy día, esta disciplina forense requiere, en última instancia, una comparación microscópica una junto a otra de balas disparadas o estuches de cartuchos, un par a la vez, por parte de un examinador forense para confirmar o eliminar los dos elementos como disparados por un solo arma de fuego. . Con este fin, la herramienta tradicional del examinador de armas de fuego ha sido lo que a menudo se llama microscopio de comparación balística.
El interior del cañón de una pistola está mecanizado por tener surcos (llamadas estriadas ) que obligan a la bala a girar mientras viaja por ella. Estos surcos y su homólogo, llamados "tierras", imprimen surcos e impresiones en la superficie de la bala. Junto con estas impresiones de suelo y surco, las imperfecciones de la superficie del cañón se transfieren incidentalmente a la superficie de la bala. Dado que estas imperfecciones se generan aleatoriamente, durante la fabricación o por el uso, son únicas para cada barrica. Estos patrones o imperfecciones, por tanto, equivalen a una "firma" que cada cañón imprime a cada una de las balas disparadas a través de él. Es esta "firma" en las balas impartidas debido a las imperfecciones únicas del cañón la que permite validar e identificar las balas como originarias de un arma en particular. El microscopio de comparación se utiliza para analizar la concordancia de las impresiones microscópicas que se encuentran en la superficie de balas y carcasas.
Cuando se recupera un arma de fuego, una bala o una caja de cartucho de una escena del crimen, los examinadores forenses comparan la huella digital balística de la bala o la caja de cartucho recuperada con la impronta balística de una segunda bala o caja de cartuchos disparada con el arma de fuego recuperada. Si la impronta balística de la bala o del cartucho de prueba coincide con la impronta balística de la bala o del cartucho recuperado, los investigadores saben que la bala o el cartucho recuperados también se dispararon desde el arma recuperada. Un enlace confirmado entre un arma de fuego específica y una caja de bala o cartucho recuperada de una escena del crimen constituye una pista valiosa, ya que los investigadores pueden ser capaces de conectar el arma de fuego a una persona, que después puede convertir en un sospechoso o en una fuente de información útil para la investigación.

## Casos notables

### Caso Sacco y Vanzetti
El innovador forense Calvin Goddard ofreció pruebas de identificación balística en 1921 para ayudar a asegurar las condenas de los acusados de asesinato y anarquistas Nicola Sacco y Bartolomeo Vanzetti . El 8 de abril de 1927, Sacco y Vanzetti fueron finalmente condenados a muerte en la silla eléctrica . Surgió un clamor en todo el mundo y el gobernador Alvin T. Fuller finalmente aceptó aplazar las ejecuciones y crear un comité para reconsiderar el caso. En ese momento, el examen de las armas de fuego había mejorado considerablemente, y ahora se sabía que una pistola semiautomática se podía localizar por varios métodos distintos si se recuperaban tanto la bala como el armazón de la escena. Las pistolas automáticas ahora se podían localizar mediante marcas únicas de la estriada en la bala, por sangrías del percutor en la imprimación disparada o por marcas únicas de eyector y extractor en el armazón. El comité designado para revisar el caso utilizó los servicios de Calvin Goddard en 1927. Goddard utilizó el microscopio de comparación y el helixómetro recientemente inventados de Philip Gravelle, una sonda de lupa vacía e iluminada que se utilizaba para inspeccionar los cañones de las armas, para hacer un examen del .32 Colt de Sacco, la bala que mató a Berardelli ya las carcasas gastadas recuperadas de la escena del crimen. . En presencia de uno de los expertos de la defensa, disparó una bala del arma de Sacco a un pedazo de algodón y después puso la carcasa expulsada al microscopio de comparación junto a las carcasas halladas en el lugar de los hechos. Luego les miró con atención. Las dos primeras carcasas del robo no coincidían con el arma de Sacco, pero la tercera sí. Incluso el experto en defensa coincidió en que los dos cartuchos habían sido disparados con la misma pistola. El segundo experto en defensa original también estuvo de acuerdo. El comité confirmó las condenas. En octubre de 1961 se realizaron pruebas balísticas con tecnología mejorada utilizando el automático Colt de Sacco. Los resultados confirmaron que la bala que mató a la víctima, Berardelli en 1920, provenía del mismo .32 Colt Auto extraído de la pistola en poder de Sacco. Investigaciones posteriores en 1983 también apoyaron los hallazgos de Goddard.

### Masacre de San Valentín
El coronel Goddard fue el experto forense clave para resolver la masacre del día de San Valentín de 1929 en la que siete gángsters fueron asesinados por mafiosos rivales de Al Capone vestidos como policías de Chicago. También condujo al establecimiento del primer laboratorio criminológico independiente de Estados Unidos, que estaba situado en la Northwestern University y dirigido por Goddard. En este nuevo laboratorio, la balística, la toma de huellas dactilares, el análisis de sangre y las pruebas de rastros se pusieron bajo un mismo techo. En 1929, utilizando un microscopio de comparación adaptado para la comparación balística por su socio, Phillip Gravelle, Goddard utilizó técnicas similares para absolver al Departamento de Policía de Chicago de la participación en la masacre del día de San Valentín . El caso de Sacco y Vanzetti, que tuvo lugar en Bridgewater, Massachusetts, es el encargado de popularizar el uso del microscopio de comparación para la comparación de balas. Las conclusiones del experto forense Calvin Goddard se confirmaron cuando volvieron a examinarse las pruebas en 1961.